# Far from Home: The Adventures of Yellow Dog
Far from Home: The Adventures of Yellow Dog (Mi fiel amigo: Una aventura inolvidable, o Lejos de casa) es una película estadounidense de aventuras de 1995, dirigida por Phillip Borsos.

## Sinopsis
El adolescente Angus (Jesse Bradford) encuentra y adopta a un Labrador Retriever amarillo y lo llama Yellow. Varios días más tarde, mientras viajaba a lo largo de la costa de la Columbia Británica con el padre de Angus, el niño y el perro se quedan varados cuando las aguas turbulentas vuelcan su barco. Los padres de Angus implacablemente llaman a equipos de rescate. Angus, educado por su padre en las habilidades de supervivencia, y asistido por el inteligente perro Yellow, trata de atraer a los rescatistas. La inanición, las temperaturas heladas, las tormentas violentas y una manada de lobos ponen a prueba el coraje y las habilidades de Angus y Yellow para sobrevivir mientras viajan por el deshabitado bosque canadiense. Angus finalmente es rescatado, pero Yellow es dejado atrás. Angus más tarde se encuentra en casa sentado en su porche; sopla su silbato para perro y Yellow llega corriendo a casa. Él y su familia se regocijan por el regreso de Yellow.

## Elenco
- Jesse Bradford, como Angus McCormick.
- Bruce Davison, como John McCormick.
- Mimi Rogers, como Katherine McCormick.
- Tom Bower, como John Gale.
- Joel Palmer, como Silas McCormick.
- Margot Finley, como Sara.
- Dakota, como Yellow.